# Andrew Payne
Hallam Andrew Payne (ur. 15 sierpnia 1977) – barbadoski judoka. Dwukrotny olimpijczyk. Zajął 21. miejsce w Atlancie 1996 i odpadł w eliminacjach w Sydney 2000. Walczył w wadze lekkiej.
Uczestnik mistrzostw świata w 1995 i  1999 roku.

## Letnie Igrzyska Olimpijskie 1996
| Konkurencja | Eliminacje                 | Klas. końcowa |
| Konkurencja | Przeciwnik I               | Miejsce       |
| ----------- | -------------------------- | ------------- |
| 71 kg       | Wladimer Dgebuadze (GEO) P | 21.           |

## Letnie Igrzyska Olimpijskie 2000
| Konkurencja | Eliminacje                | Klas. końcowa |
| Konkurencja | Przeciwnik I              | Miejsce       |
| ----------- | ------------------------- | ------------- |
| 73 kg       | Sebastián Alquati (ARG) P | 1 runda       |